# Représentations diplomatiques de l'Angola

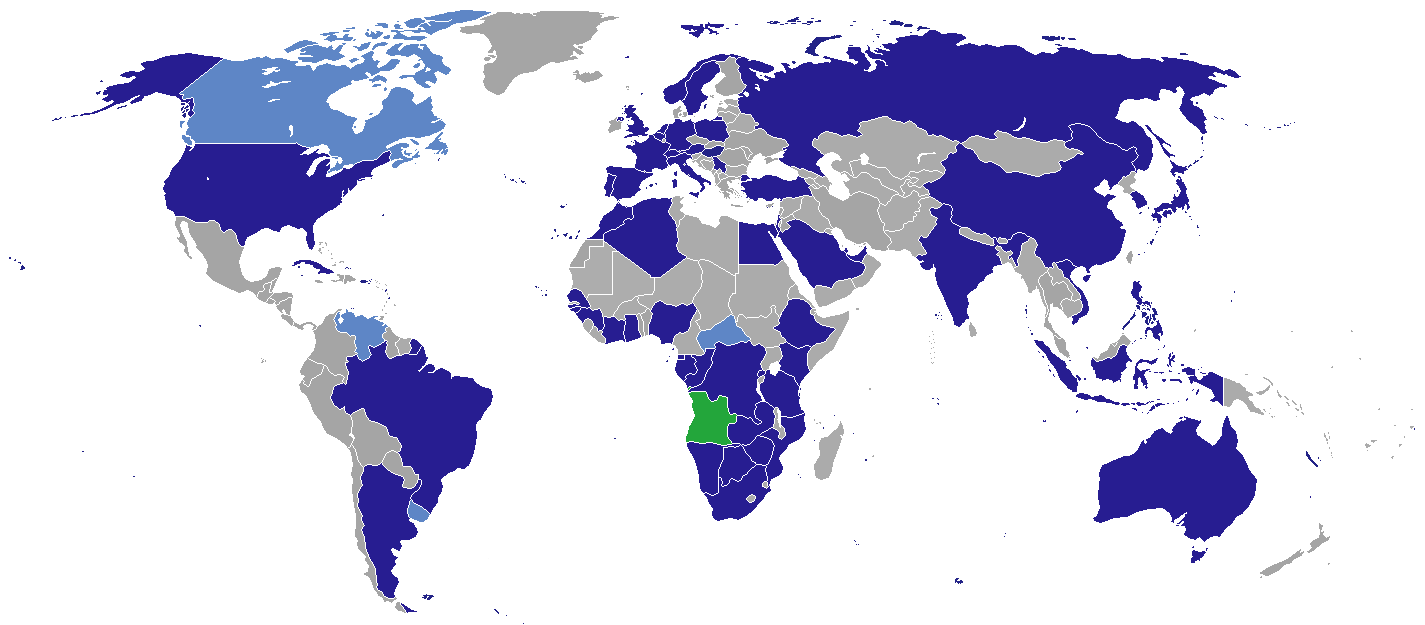
Missions diplomatiques de l'Angola.

Cet article liste les représentations diplomatiques de l'Angola à l'étranger, en excluant les consulats honoraires. L'Angola est le deuxième pays après le Portugal à avoir ouvert un consulat à Macao en République populaire de Chine. Macao, comme l'Angola, a un héritage portugais.

## Afrique
- Afrique du Sud
  - Pretoria (ambassade)
  - Le Cap (consulat général)
  - Johannesburg (consulat général)
- Algérie
  - Alger (ambassade)
- Botswana
  - Gaborone (ambassade)
- Cap-Vert
  - Praia (ambassade)
- République du Congo
  - Brazzaville (ambassade)
- Côte d'Ivoire
  - Abidjan (ambassade)
- Égypte
  - Le Caire (ambassade)
- Éthiopie
  - Addis-Abeba (ambassade)
- Gabon
  - Libreville (ambassade)
- Ghana
  - Accra (ambassade)
- Guinée-Bissau
  - Bissau (ambassade)
- Guinée équatoriale
  - Malabo (ambassade)
- Kenya
  - Nairobi (ambassade)
- Maroc
  - Rabat (ambassade)
- Mozambique
  - Maputo (ambassade)
- Namibie
  - Windhoek (ambassade)
- Nigeria
  - Abuja (ambassade)
- République démocratique du Congo
  - Kinshasa (ambassade)
- Rwanda
  - Kigali (ambassade)
- Sao Tomé-et-Principe
  - Sao Tomé (ambassade)
- Sénégal
  - Dakar (ambassade)
- Tanzanie
  - Dar es Salaam (ambassade)
- Zambie
  - Lusaka (ambassade)
- Zimbabwe
  - Harare (ambassade)

## Amériques
- Argentine
  - Buenos Aires (ambassade)
- Brésil
  - Brasília (ambassade)
  - Rio de Janeiro (consulat général)
  - São Paulo (consulat général)
- Canada
  - Toronto (consulat général)
- Cuba
  - La Havane (ambassade)
- États-Unis
  - Washington (ambassade)
  - Houston (consulat général)
  - New York (consulat général)
- Uruguay
  - Montevideo (consulate-général)
- Venezuela
  - Caracas (consulate-général)

## Asie
- Arabie saoudite
  - Riyad (ambassade)
- Chine
  - Pékin (ambassade)
  - Macao (consulat général)
- Corée du Sud
  - Séoul (ambassade)
- Émirats arabes unis
  - Abu Dhabi (ambassade)
- Inde
  - New Delhi (ambassade)
- Indonésie
  - Jakarta (ambassade)
- Israël
  - Tel Aviv (ambassade)
- Japon
  - Tokyo (ambassade)
- Philippines
  - Manille (ambassade)
- Qatar
  - Doha (ambassade)
- Timor oriental
  - Dili (ambassade)
- Turquie
  - Ankara (ambassade)
  - Istanbul (consulat général)
- Viêt Nam
  - Hanoi (ambassade)

## Europe
- Allemagne
  - Berlin (ambassade)
- Autriche
  - Vienne (ambassade)
- Belgique
  - Bruxelles (ambassade)
- Espagne
  - Madrid (ambassade)
- France
  - Paris (ambassade)
- Hongrie
  - Budapest (ambassade)
- Italie
  - Rome (ambassade)
- Norvège
  - Oslo (ambassade)
- Pays-Bas
  - La Haye (ambassade)
  - Rotterdam (consulat général)
- Pologne
  - Varsovie (ambassade)
- Portugal
  - Lisbonne (ambassade)
  - Lisbonne (consulat général)
  - Porto (consulat général)
- Russie
  - Moscou (ambassade)
- Serbie
  - Belgrade (ambassade)
- Suède
  - Stockholm (ambassade)
- Suisse
  - Berne (ambassade)
- Royaume-Uni
  - Londres (ambassade)
- Vatican
  - Rome (ambassade)

## Océanie
- Australie
  - Canberra (ambassade)

## Organisations internationales
- Addis Ababa (mission permanente à l'Union africaine)
- - Paris (mission permanente à l'UNESCO)
- - Bruxelles (mission à l'Union européenne)
- - Genève (mission permanente aux Nations unies et aux organisations internationales)
  - New York (mission permanente aux Nations unies)

## Galerie

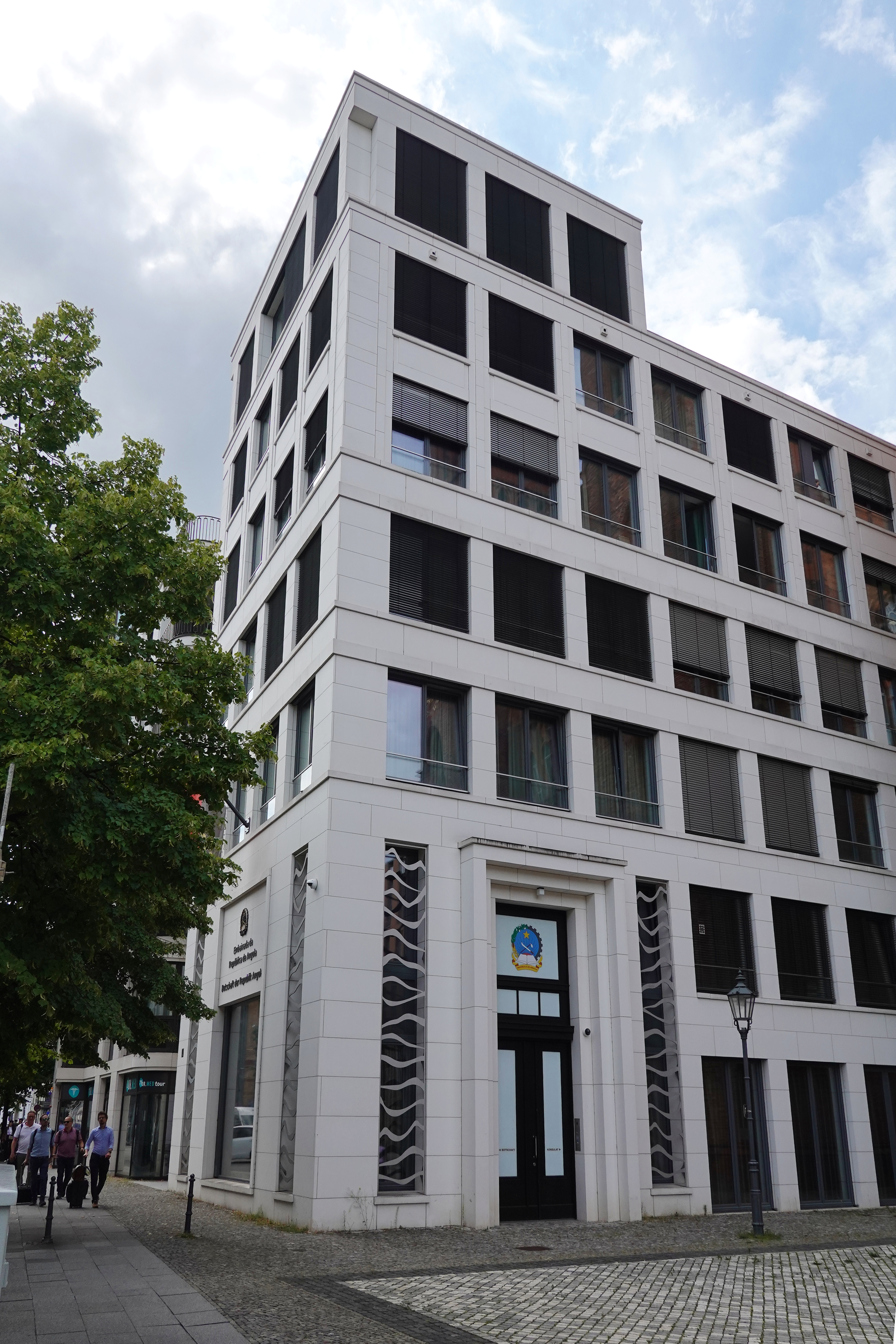
Ambassade à Berlin.
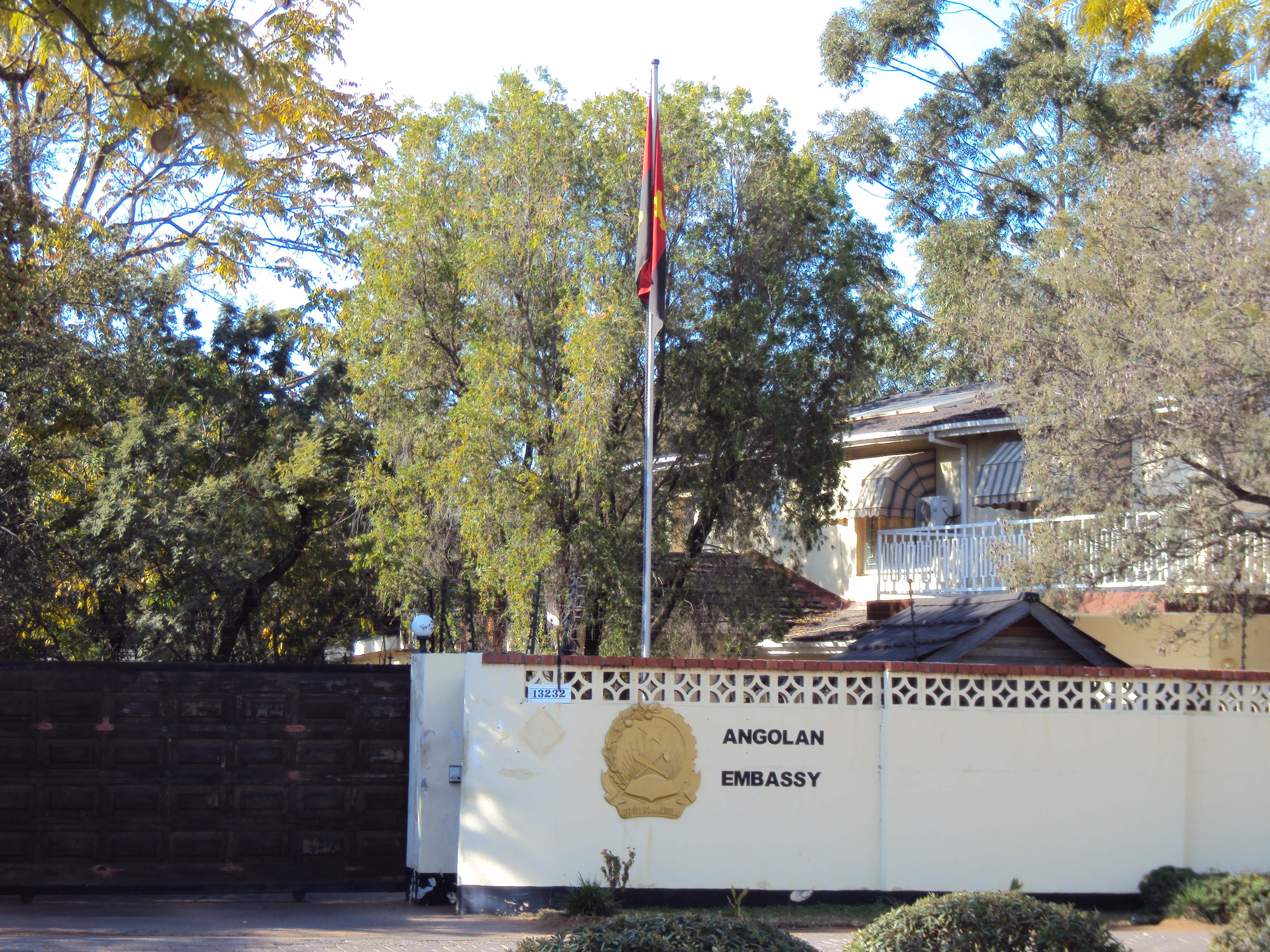
Ambassade à Gaborone.
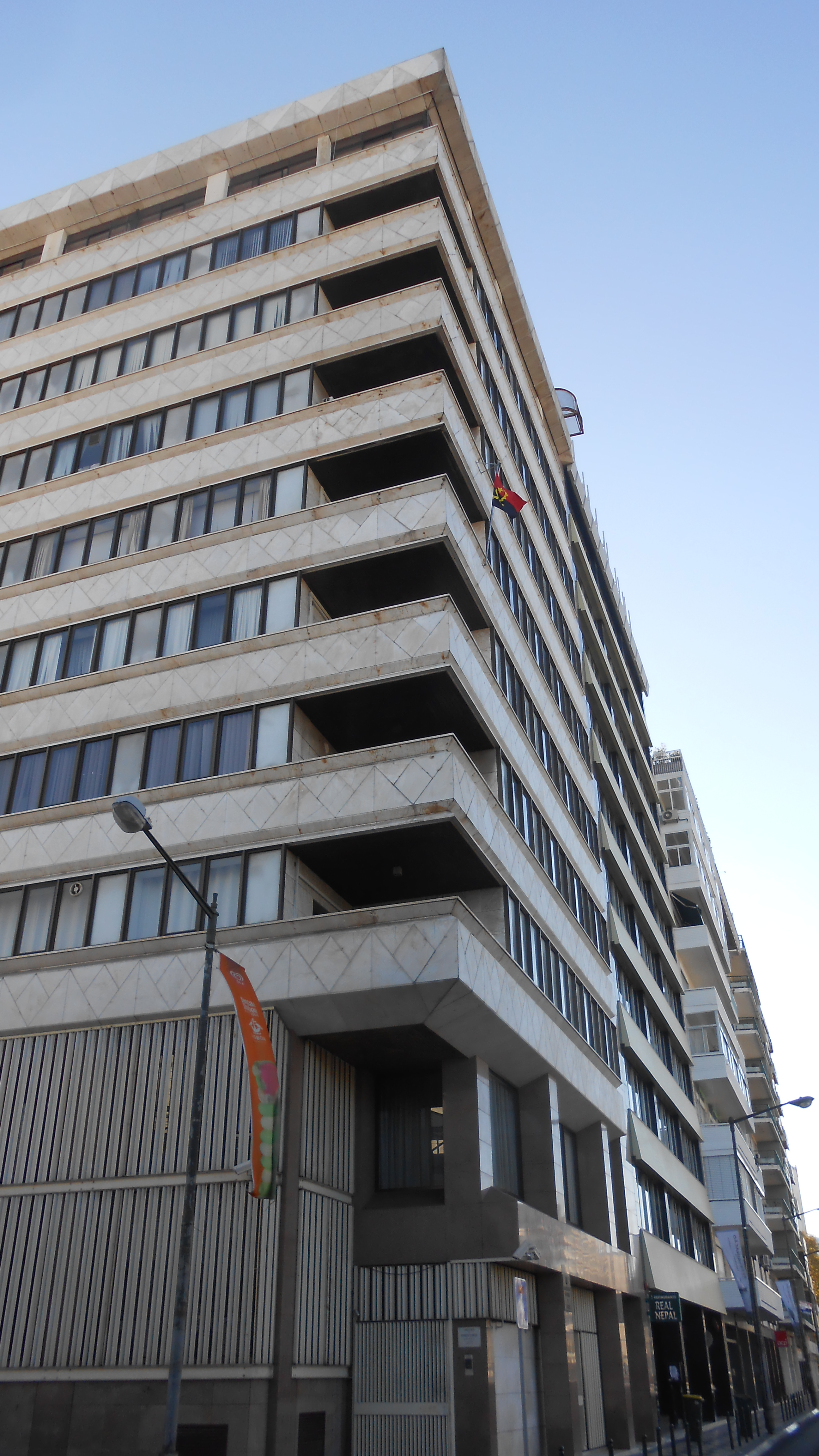
Ambassade à Lisbonne.
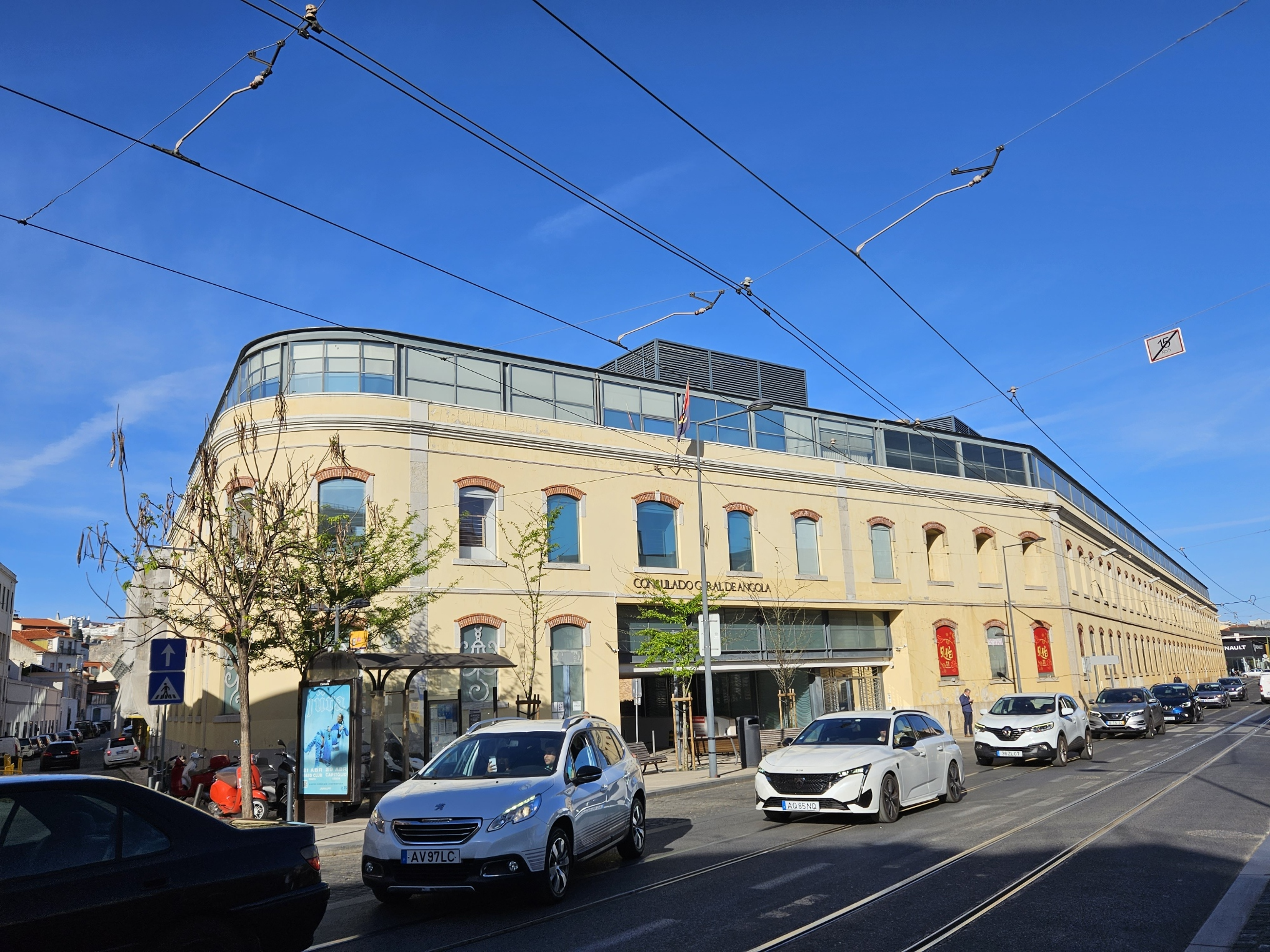
Consulat général à Lisbonne.
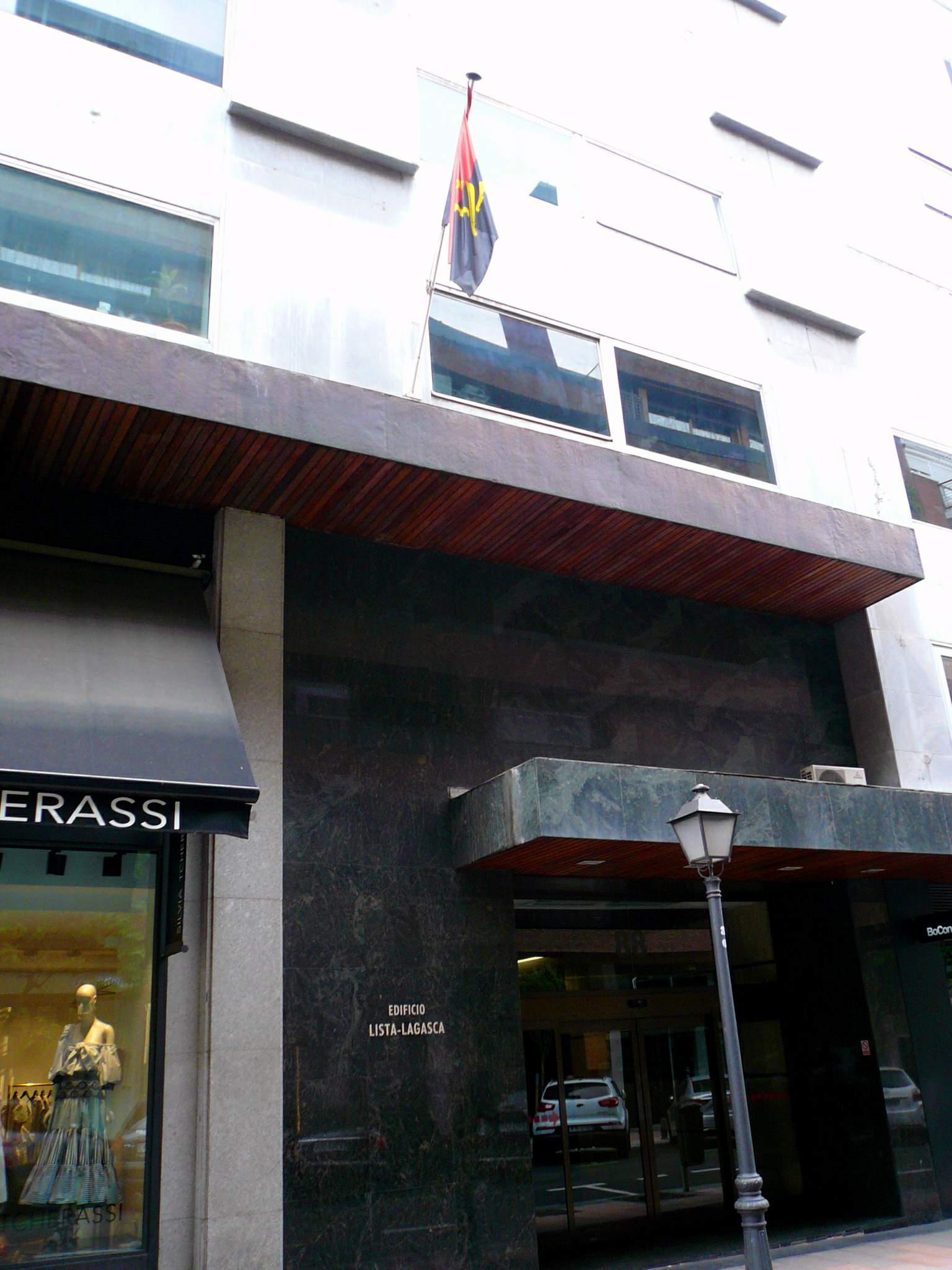
Ambassade à Madrid.
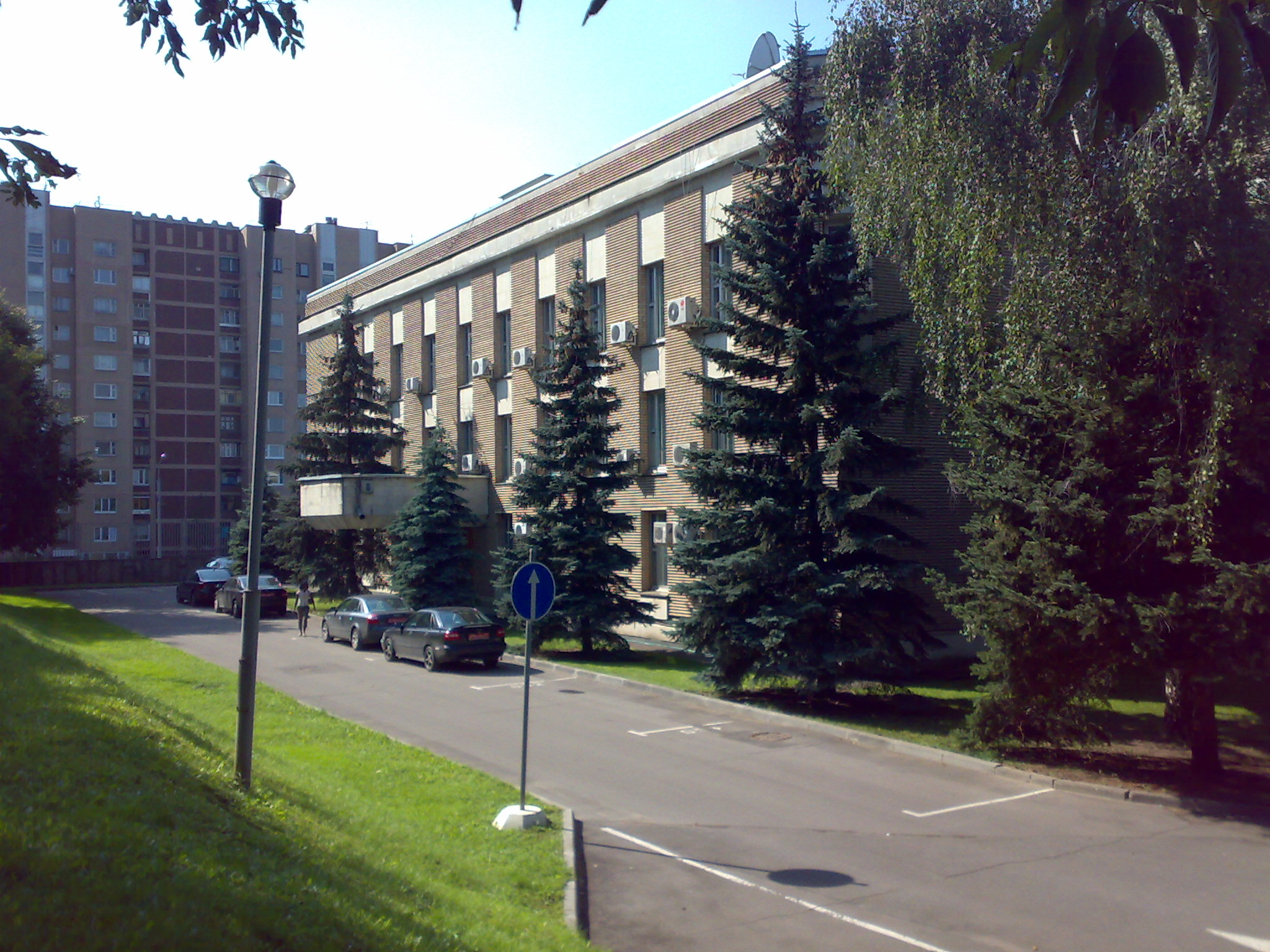
Ambassade à Moscou.
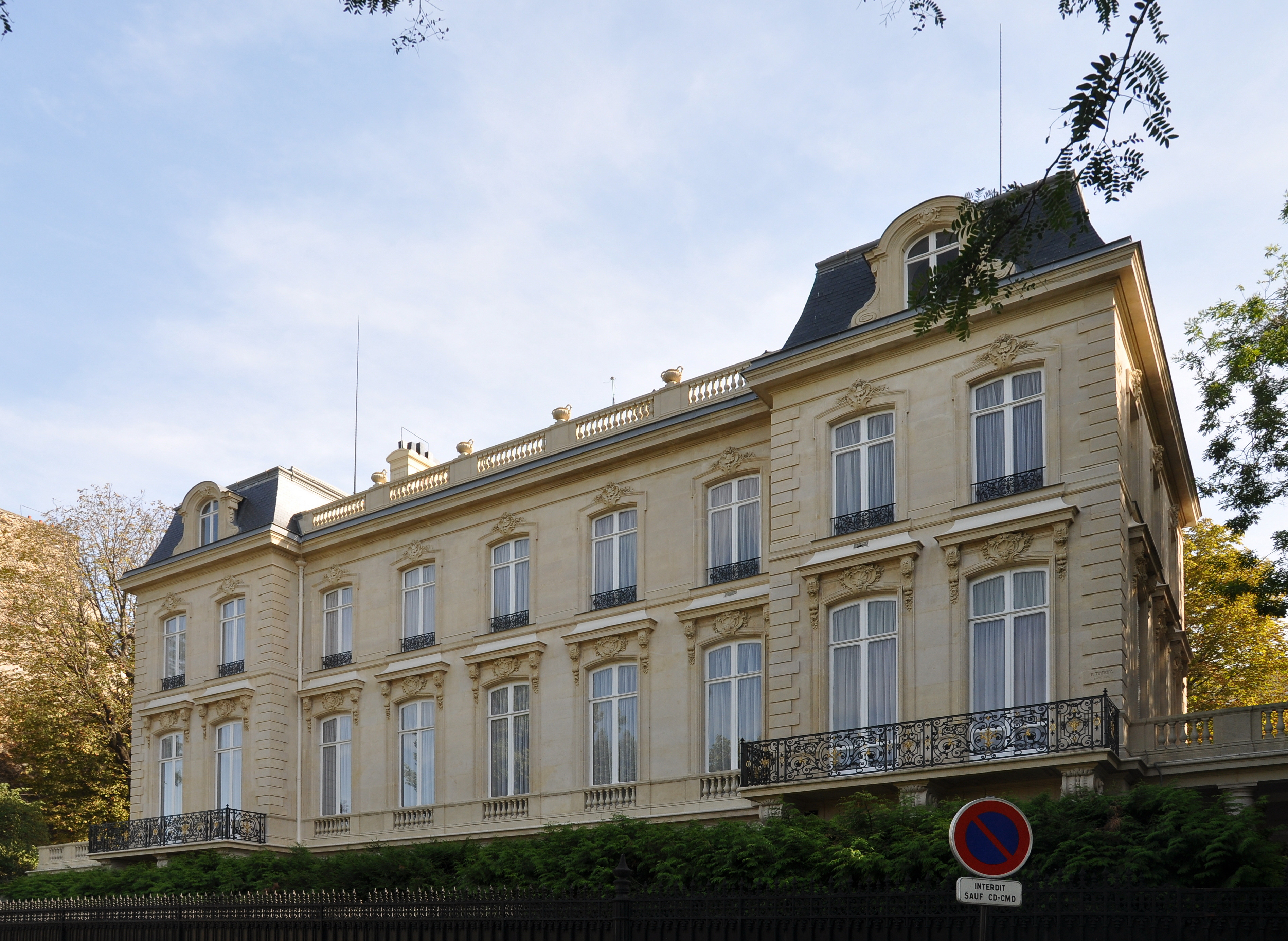
Ambassade à Paris.
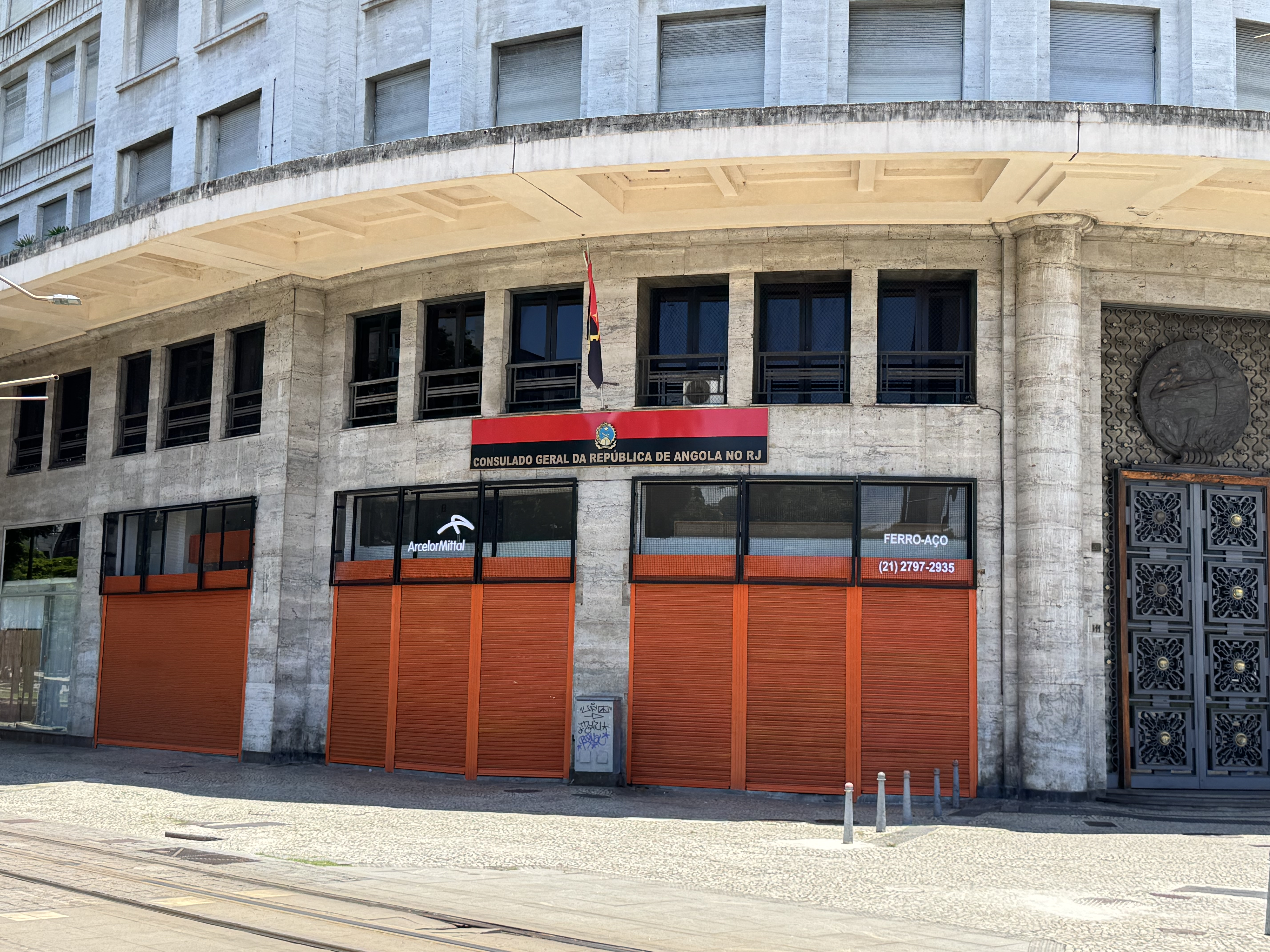
Consulat général à Rio de Janeiro.
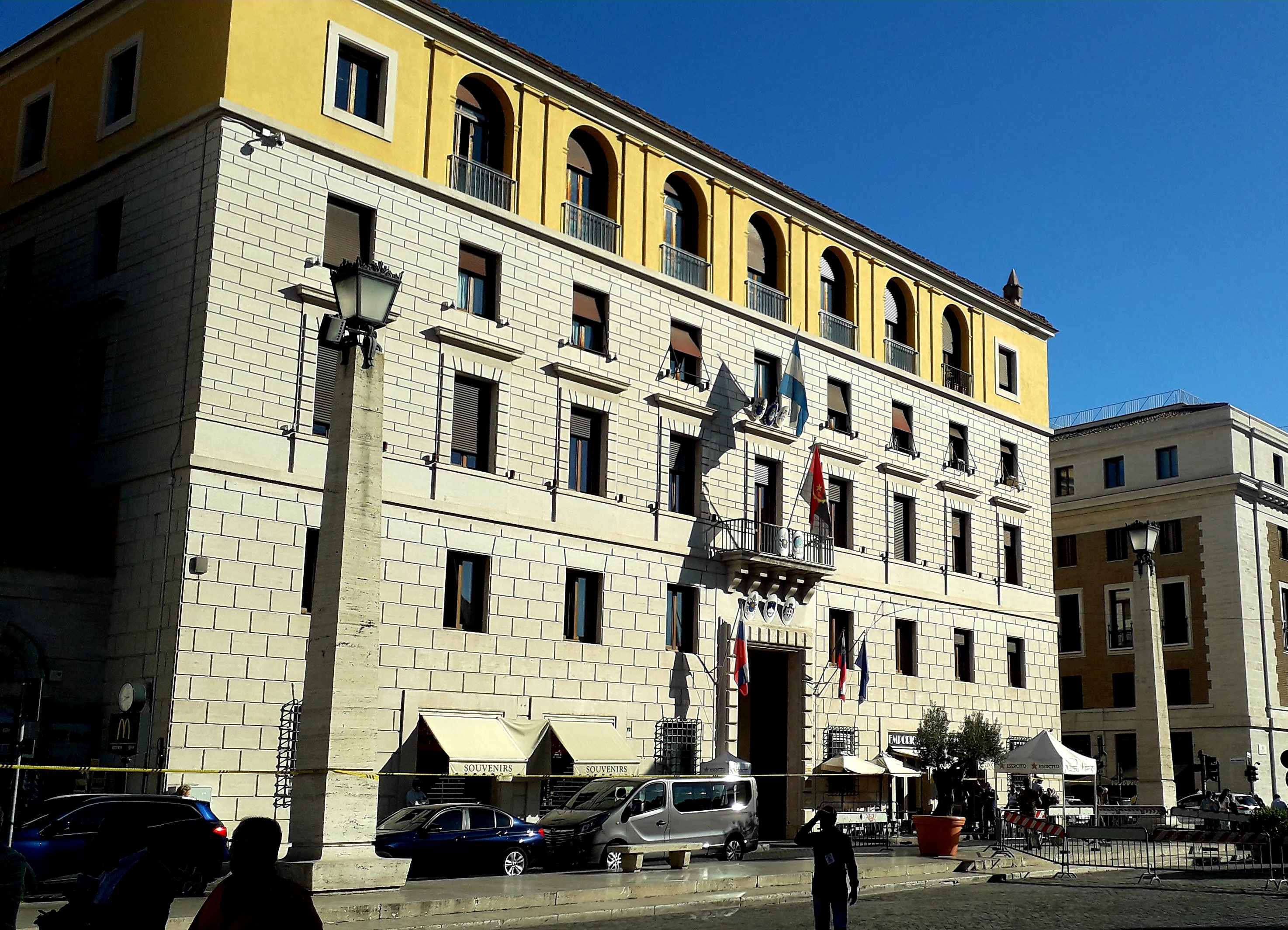
Ambassade près le Saint-Siège à Rome.
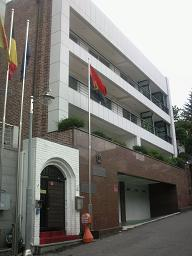
Ambassade à Séoul.
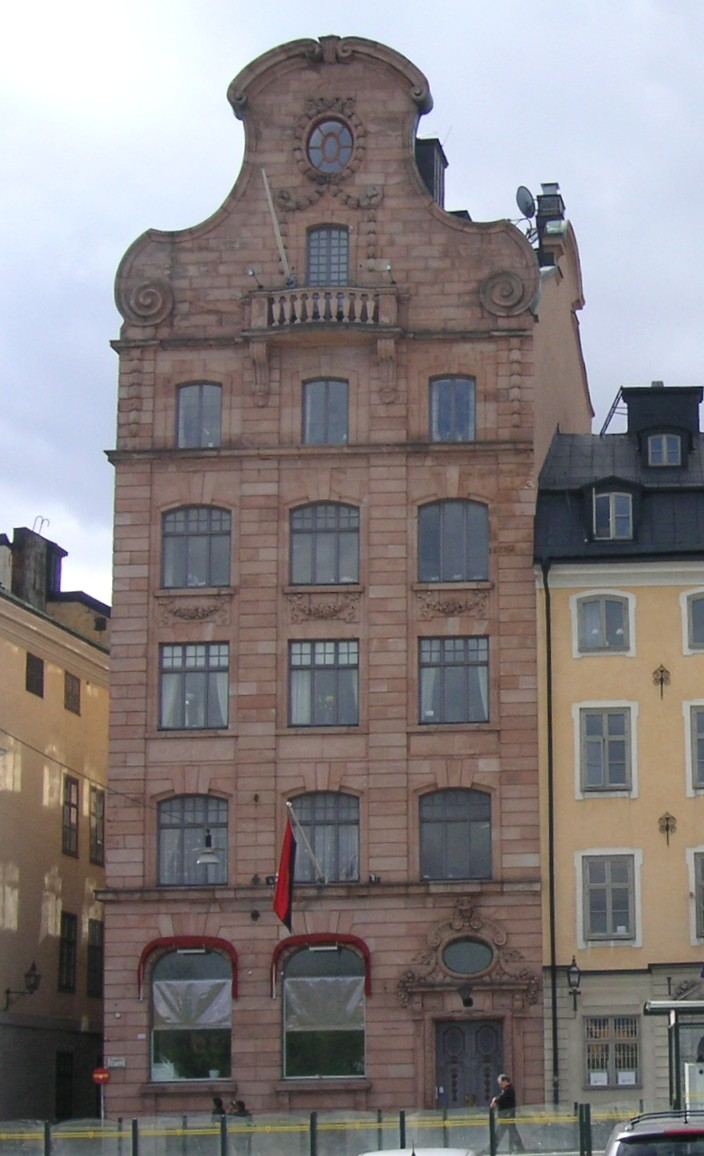
Ambassade à Stockholm.
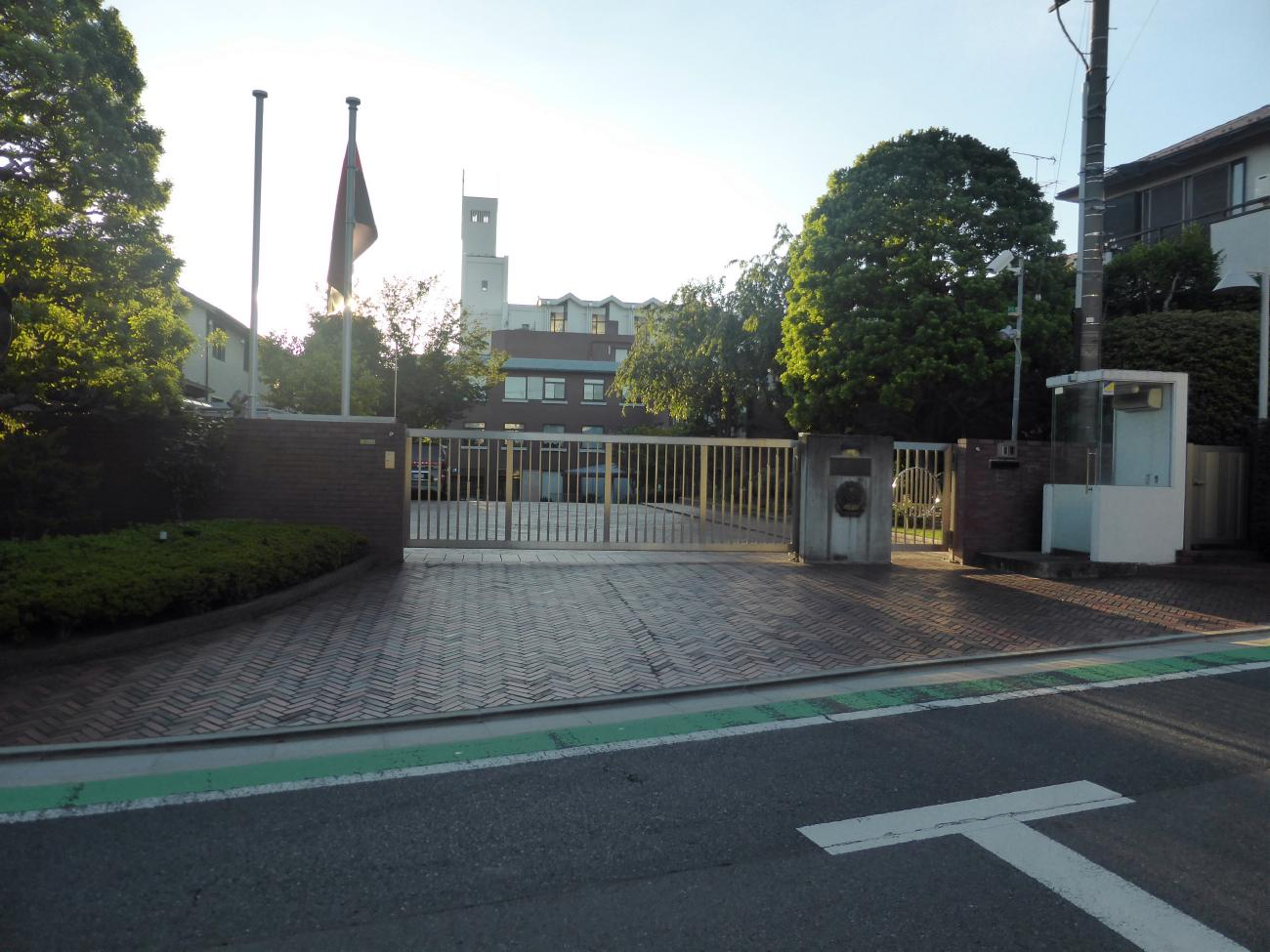
Ambassade à Tokyo.
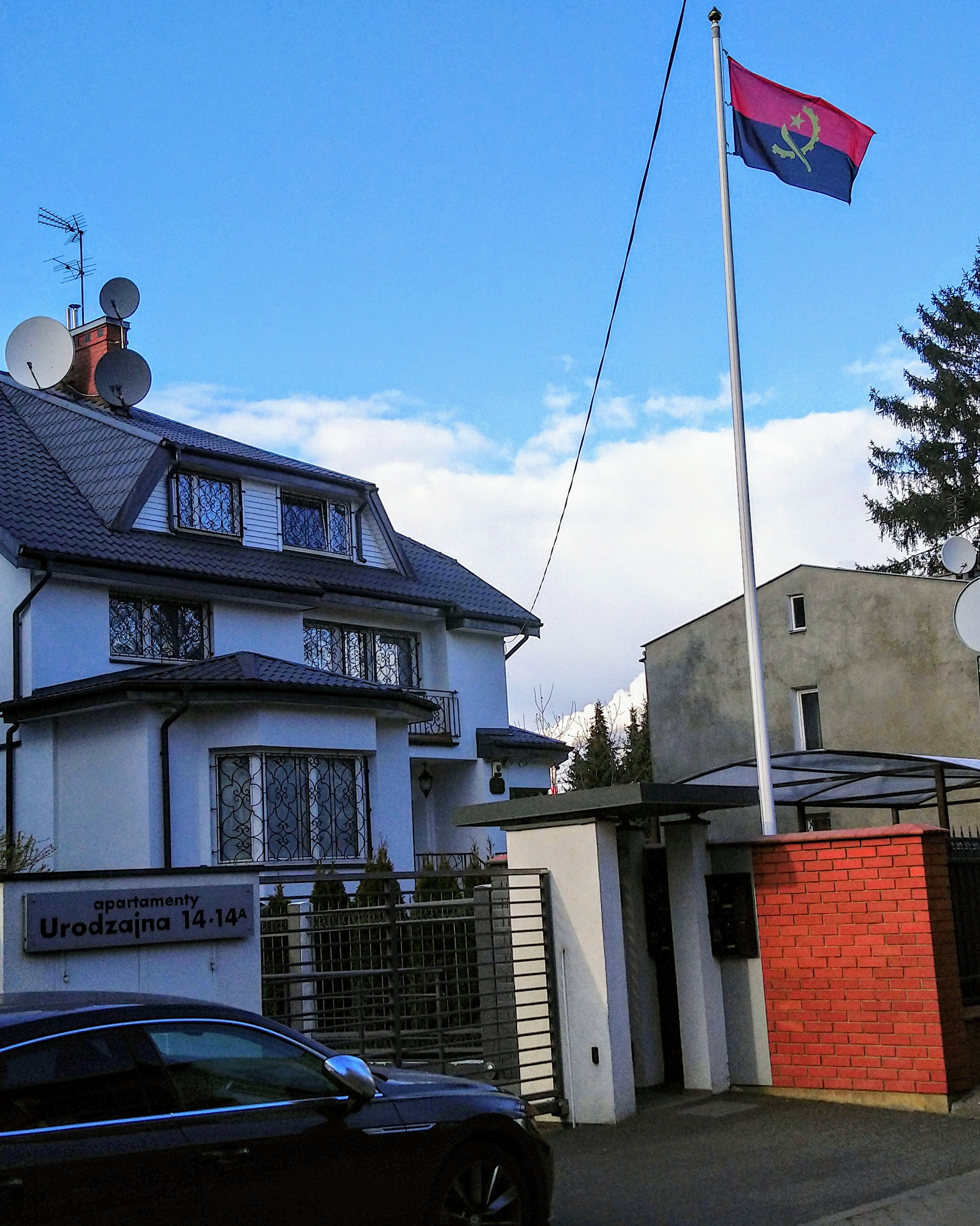
Ambassade à Varsovie.
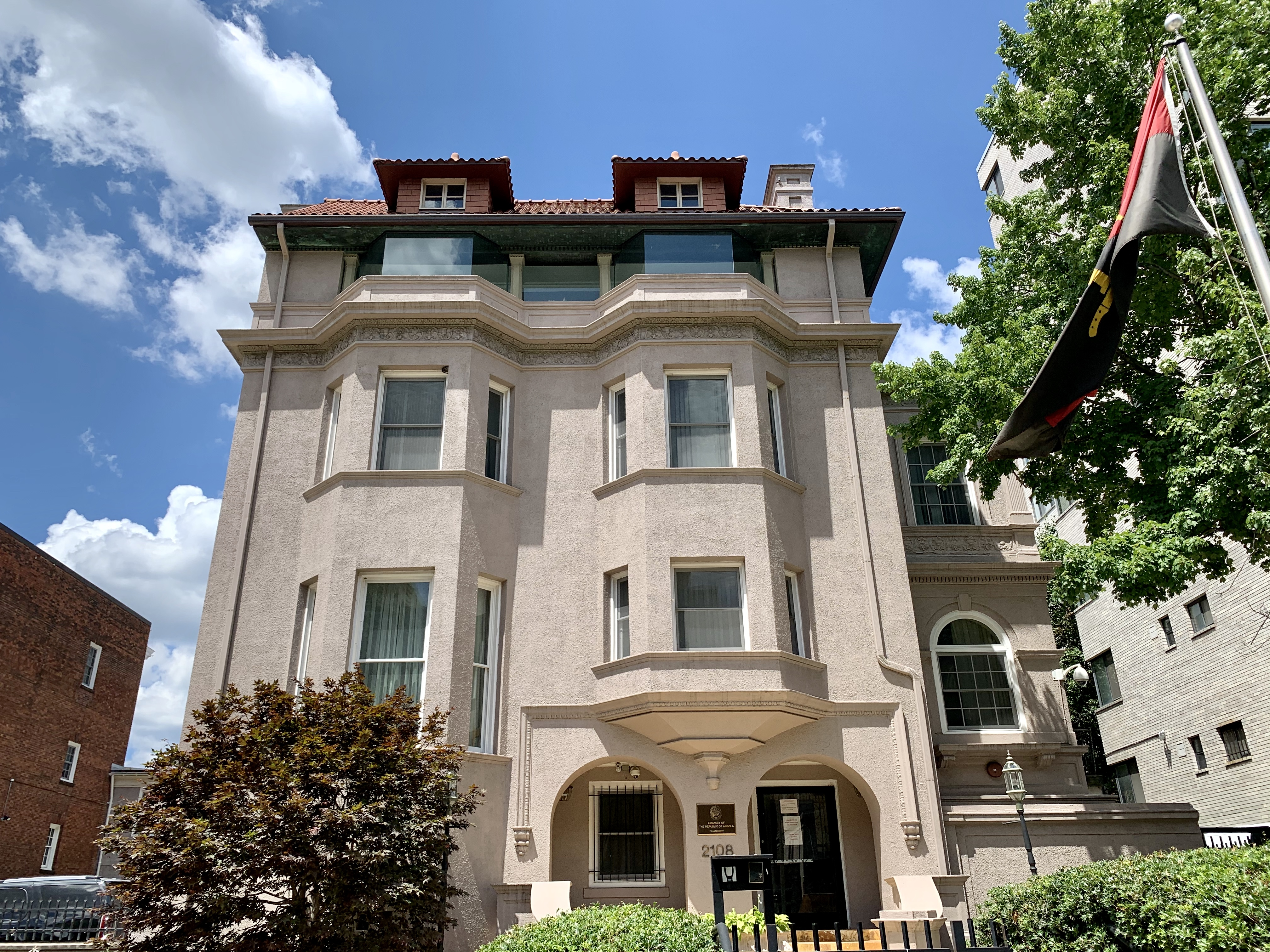
Ambassade à Washington.
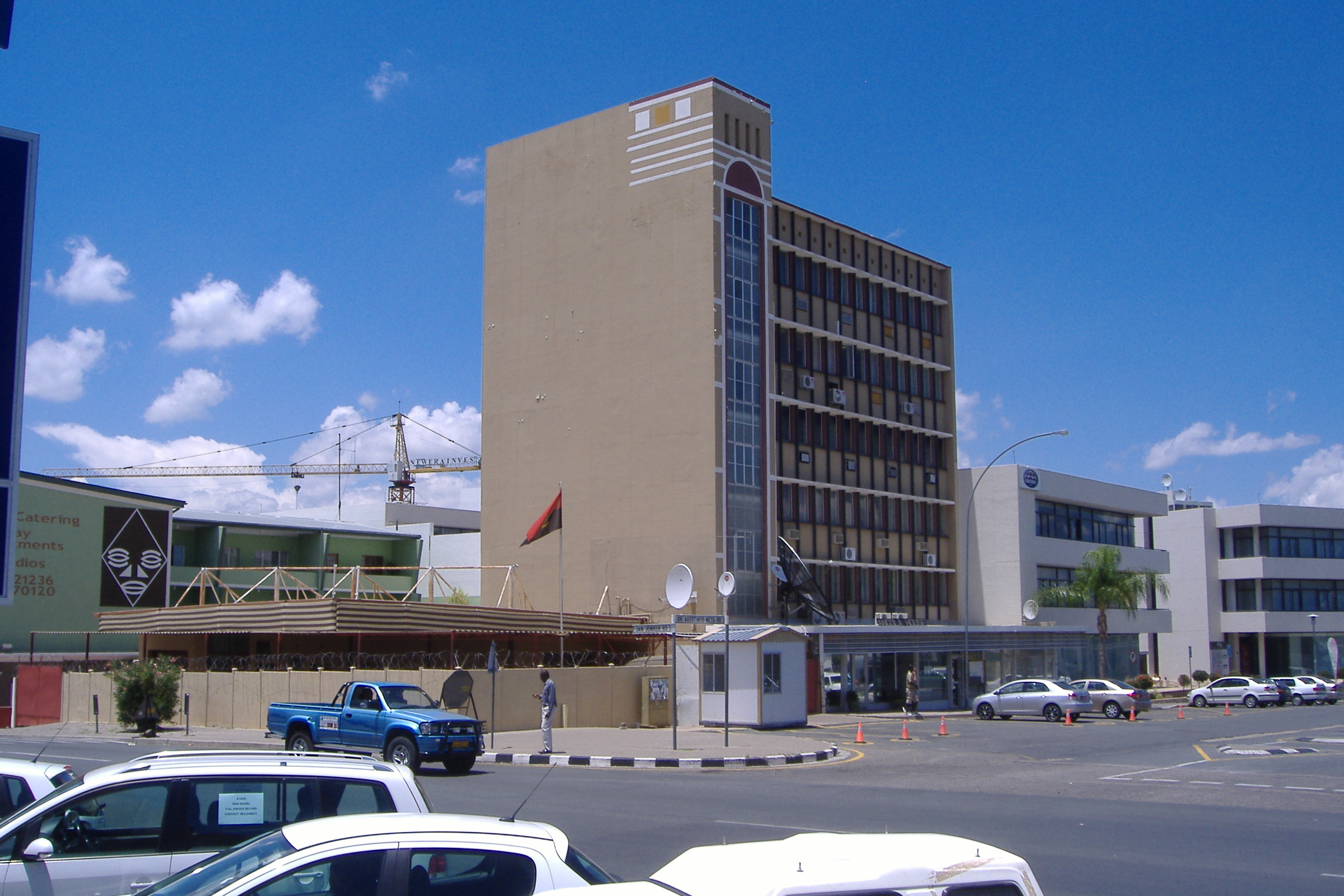
Ambassade à Windhoek.